# شين لونغ

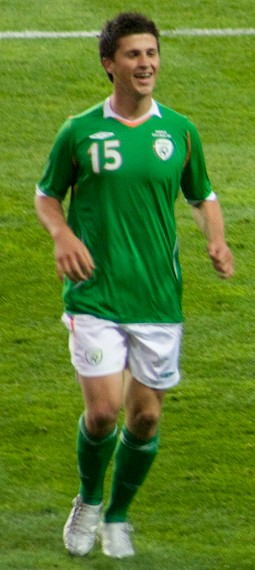
شان لونغ

شان باتريك لونغ (بالإنجليزية: Shane Long)‏، من مواليد 22 يناير 1987 في كونتي تبيراري في إيرلندا، لاعب كرة قدم إيرلندي.
بدأ مسيرته الكروية مع نادي كورك سيتي في موسم 2004/2005، ولعب معهم مباراتين، ومنذ عام 2005 وهو يلعب مع نادي ريدينغ.
و قد بدأ باللعب مع منتخب إيرلندا لكرة القدم في عام 2007.

## روابط خارجية
- شين لونغ على موقع الاتحاد الدولي (مؤرشف)  (الإنجليزية)
- شين لونغ على موقع الاتحاد الأوربي (الإنجليزية)
- شين لونغ على موقع قاعدة بيانات كرة القدم.إي يو (الإنجليزية)
- شين لونغ على موقع ناشيونال فوتبول تيمز (الإنجليزية)
- شين لونغ على موقع Soccerbase.com (لاعب) (الإنجليزية)
- شين لونغ على موقع Soccerway.com (الإنجليزية)
- شين لونغ على موقع عالم كرة القدم.نت (الإنجليزية)
- شين لونغ على موقع كووورة
- شين لونغ على موقع AS.com (الإسبانية)